# 萬福 (成化進士)
萬福（1447年—1522年），字季崇，號希庵，江西南昌府進賢縣（今江西省進賢縣）人，明朝政治人物，成化丁未進士。官至知府。

## 生平
成化七年（1471年）辛卯科江西鄉試第十名舉人，二十三年（1487年）丁未科進士。弘治十年（1497年）升南京刑部湖广司员外郎，不久轉山西司郎中，十八年官浙江金華府知府。

## 家族
曾祖萬俊卿；祖父萬德銓；父萬原和，大理府教授。前母張氏；母牛氏。慈侍下。
長子萬鎡，正德進士，官至延平府知府；次子萬欽，早卒，次萬锐；次萬銑，正德癸酉舉人；次子萬鏜，弘治進士，嘉靖間官至吏部尚書。
孫萬潮，正德辛未进士。